# 1646
Portal Geschichte | Portal Biografien | Aktuelle Ereignisse | Jahreskalender | Tagesartikel

◄ |
16. Jahrhundert |
17. Jahrhundert
| 18. Jahrhundert | ►

◄ |
1610er |
1620er |
1630er |
1640er
| 1650er | 1660er | 1670er | ►

◄◄ |
◄ |
1642 |
1643 |
1644 |
1645 |
1646
| 1647 | 1648 | 1649 | 1650 | ► | ►►
Staatsoberhäupter  · Nekrolog   · Musikjahr
| Januar | Januar | Januar | Januar | Januar | Januar | Januar | Januar |
| Kw     | Mo     | Di     | Mi     | Do     | Fr     | Sa     | So     |
| ------ | ------ | ------ | ------ | ------ | ------ | ------ | ------ |
| 1      | 1      | 2      | 3      | 4      | 5      | 6      | 7      |
| 2      | 8      | 9      | 10     | 11     | 12     | 13     | 14     |
| 3      | 15     | 16     | 17     | 18     | 19     | 20     | 21     |
| 4      | 22     | 23     | 24     | 25     | 26     | 27     | 28     |
| 5      | 29     | 30     | 31     |        |        |        |        |

| Februar | Februar | Februar | Februar | Februar | Februar | Februar | Februar |
| Kw      | Mo      | Di      | Mi      | Do      | Fr      | Sa      | So      |
| ------- | ------- | ------- | ------- | ------- | ------- | ------- | ------- |
| 5       |         |         |         | 1       | 2       | 3       | 4       |
| 6       | 5       | 6       | 7       | 8       | 9       | 10      | 11      |
| 7       | 12      | 13      | 14      | 15      | 16      | 17      | 18      |
| 8       | 19      | 20      | 21      | 22      | 23      | 24      | 25      |
| 9       | 26      | 27      | 28      |         |         |         |         |

| März | März | März | März | März | März | März | März |
| Kw   | Mo   | Di   | Mi   | Do   | Fr   | Sa   | So   |
| ---- | ---- | ---- | ---- | ---- | ---- | ---- | ---- |
| 9    |      |      |      | 1    | 2    | 3    | 4    |
| 10   | 5    | 6    | 7    | 8    | 9    | 10   | 11   |
| 11   | 12   | 13   | 14   | 15   | 16   | 17   | 18   |
| 12   | 19   | 20   | 21   | 22   | 23   | 24   | 25   |
| 13   | 26   | 27   | 28   | 29   | 30   | 31   |      |

| April | April | April | April | April | April | April | April |
| Kw    | Mo    | Di    | Mi    | Do    | Fr    | Sa    | So    |
| ----- | ----- | ----- | ----- | ----- | ----- | ----- | ----- |
| 13    |       |       |       |       |       |       | 1     |
| 14    | 2     | 3     | 4     | 5     | 6     | 7     | 8     |
| 15    | 9     | 10    | 11    | 12    | 13    | 14    | 15    |
| 16    | 16    | 17    | 18    | 19    | 20    | 21    | 22    |
| 17    | 23    | 24    | 25    | 26    | 27    | 28    | 29    |
| 18    | 30    |       |       |       |       |       |       |

| Mai | Mai | Mai | Mai | Mai | Mai | Mai | Mai |
| Kw  | Mo  | Di  | Mi  | Do  | Fr  | Sa  | So  |
| --- | --- | --- | --- | --- | --- | --- | --- |
| 18  |     | 1   | 2   | 3   | 4   | 5   | 6   |
| 19  | 7   | 8   | 9   | 10  | 11  | 12  | 13  |
| 20  | 14  | 15  | 16  | 17  | 18  | 19  | 20  |
| 21  | 21  | 22  | 23  | 24  | 25  | 26  | 27  |
| 22  | 28  | 29  | 30  | 31  |     |     |     |

| Juni | Juni | Juni | Juni | Juni | Juni | Juni | Juni |
| Kw   | Mo   | Di   | Mi   | Do   | Fr   | Sa   | So   |
| ---- | ---- | ---- | ---- | ---- | ---- | ---- | ---- |
| 22   |      |      |      |      | 1    | 2    | 3    |
| 23   | 4    | 5    | 6    | 7    | 8    | 9    | 10   |
| 24   | 11   | 12   | 13   | 14   | 15   | 16   | 17   |
| 25   | 18   | 19   | 20   | 21   | 22   | 23   | 24   |
| 26   | 25   | 26   | 27   | 28   | 29   | 30   |      |

| Juli | Juli | Juli | Juli | Juli | Juli | Juli | Juli |
| Kw   | Mo   | Di   | Mi   | Do   | Fr   | Sa   | So   |
| ---- | ---- | ---- | ---- | ---- | ---- | ---- | ---- |
| 26   |      |      |      |      |      |      | 1    |
| 27   | 2    | 3    | 4    | 5    | 6    | 7    | 8    |
| 28   | 9    | 10   | 11   | 12   | 13   | 14   | 15   |
| 29   | 16   | 17   | 18   | 19   | 20   | 21   | 22   |
| 30   | 23   | 24   | 25   | 26   | 27   | 28   | 29   |
| 31   | 30   | 31   |      |      |      |      |      |

| August | August | August | August | August | August | August | August |
| Kw     | Mo     | Di     | Mi     | Do     | Fr     | Sa     | So     |
| ------ | ------ | ------ | ------ | ------ | ------ | ------ | ------ |
| 31     |        |        | 1      | 2      | 3      | 4      | 5      |
| 32     | 6      | 7      | 8      | 9      | 10     | 11     | 12     |
| 33     | 13     | 14     | 15     | 16     | 17     | 18     | 19     |
| 34     | 20     | 21     | 22     | 23     | 24     | 25     | 26     |
| 35     | 27     | 28     | 29     | 30     | 31     |        |        |

| September | September | September | September | September | September | September | September |
| Kw        | Mo        | Di        | Mi        | Do        | Fr        | Sa        | So        |
| --------- | --------- | --------- | --------- | --------- | --------- | --------- | --------- |
| 35        |           |           |           |           |           | 1         | 2         |
| 36        | 3         | 4         | 5         | 6         | 7         | 8         | 9         |
| 37        | 10        | 11        | 12        | 13        | 14        | 15        | 16        |
| 38        | 17        | 18        | 19        | 20        | 21        | 22        | 23        |
| 39        | 24        | 25        | 26        | 27        | 28        | 29        | 30        |

| Oktober | Oktober | Oktober | Oktober | Oktober | Oktober | Oktober | Oktober |
| Kw      | Mo      | Di      | Mi      | Do      | Fr      | Sa      | So      |
| ------- | ------- | ------- | ------- | ------- | ------- | ------- | ------- |
| 40      | 1       | 2       | 3       | 4       | 5       | 6       | 7       |
| 41      | 8       | 9       | 10      | 11      | 12      | 13      | 14      |
| 42      | 15      | 16      | 17      | 18      | 19      | 20      | 21      |
| 43      | 22      | 23      | 24      | 25      | 26      | 27      | 28      |
| 44      | 29      | 30      | 31      |         |         |         |         |

| November | November | November | November | November | November | November | November |
| Kw       | Mo       | Di       | Mi       | Do       | Fr       | Sa       | So       |
| -------- | -------- | -------- | -------- | -------- | -------- | -------- | -------- |
| 44       |          |          |          | 1        | 2        | 3        | 4        |
| 45       | 5        | 6        | 7        | 8        | 9        | 10       | 11       |
| 46       | 12       | 13       | 14       | 15       | 16       | 17       | 18       |
| 47       | 19       | 20       | 21       | 22       | 23       | 24       | 25       |
| 48       | 26       | 27       | 28       | 29       | 30       |          |          |

| Dezember | Dezember | Dezember | Dezember | Dezember | Dezember | Dezember | Dezember |
| Kw       | Mo       | Di       | Mi       | Do       | Fr       | Sa       | So       |
| -------- | -------- | -------- | -------- | -------- | -------- | -------- | -------- |
| 48       |          |          |          |          |          | 1        | 2        |
| 49       | 3        | 4        | 5        | 6        | 7        | 8        | 9        |
| 50       | 10       | 11       | 12       | 13       | 14       | 15       | 16       |
| 51       | 17       | 18       | 19       | 20       | 21       | 22       | 23       |
| 52       | 24       | 25       | 26       | 27       | 28       | 29       | 30       |
| 1        | 31       |          |          |          |          |          |          |

| Januar | Januar | Januar | Januar | Januar | Januar | Januar | Januar |
| Kw     | Mo     | Di     | Mi     | Do     | Fr     | Sa     | So     |
| ------ | ------ | ------ | ------ | ------ | ------ | ------ | ------ |
| 1      | 1      | 2      | 3      | 4      | 5      | 6      | 7      |
| 2      | 8      | 9      | 10     | 11     | 12     | 13     | 14     |
| 3      | 15     | 16     | 17     | 18     | 19     | 20     | 21     |
| 4      | 22     | 23     | 24     | 25     | 26     | 27     | 28     |
| 5      | 29     | 30     | 31     |        |        |        |        |

| Februar | Februar | Februar | Februar | Februar | Februar | Februar | Februar |
| Kw      | Mo      | Di      | Mi      | Do      | Fr      | Sa      | So      |
| ------- | ------- | ------- | ------- | ------- | ------- | ------- | ------- |
| 5       |         |         |         | 1       | 2       | 3       | 4       |
| 6       | 5       | 6       | 7       | 8       | 9       | 10      | 11      |
| 7       | 12      | 13      | 14      | 15      | 16      | 17      | 18      |
| 8       | 19      | 20      | 21      | 22      | 23      | 24      | 25      |
| 9       | 26      | 27      | 28      |         |         |         |         |

| März | März | März | März | März | März | März | März |
| Kw   | Mo   | Di   | Mi   | Do   | Fr   | Sa   | So   |
| ---- | ---- | ---- | ---- | ---- | ---- | ---- | ---- |
| 9    |      |      |      | 1    | 2    | 3    | 4    |
| 10   | 5    | 6    | 7    | 8    | 9    | 10   | 11   |
| 11   | 12   | 13   | 14   | 15   | 16   | 17   | 18   |
| 12   | 19   | 20   | 21   | 22   | 23   | 24   | 25   |
| 13   | 26   | 27   | 28   | 29   | 30   | 31   |      |

| April | April | April | April | April | April | April | April |
| Kw    | Mo    | Di    | Mi    | Do    | Fr    | Sa    | So    |
| ----- | ----- | ----- | ----- | ----- | ----- | ----- | ----- |
| 13    |       |       |       |       |       |       | 1     |
| 14    | 2     | 3     | 4     | 5     | 6     | 7     | 8     |
| 15    | 9     | 10    | 11    | 12    | 13    | 14    | 15    |
| 16    | 16    | 17    | 18    | 19    | 20    | 21    | 22    |
| 17    | 23    | 24    | 25    | 26    | 27    | 28    | 29    |
| 18    | 30    |       |       |       |       |       |       |

| Mai | Mai | Mai | Mai | Mai | Mai | Mai | Mai |
| Kw  | Mo  | Di  | Mi  | Do  | Fr  | Sa  | So  |
| --- | --- | --- | --- | --- | --- | --- | --- |
| 18  |     | 1   | 2   | 3   | 4   | 5   | 6   |
| 19  | 7   | 8   | 9   | 10  | 11  | 12  | 13  |
| 20  | 14  | 15  | 16  | 17  | 18  | 19  | 20  |
| 21  | 21  | 22  | 23  | 24  | 25  | 26  | 27  |
| 22  | 28  | 29  | 30  | 31  |     |     |     |

| Juni | Juni | Juni | Juni | Juni | Juni | Juni | Juni |
| Kw   | Mo   | Di   | Mi   | Do   | Fr   | Sa   | So   |
| ---- | ---- | ---- | ---- | ---- | ---- | ---- | ---- |
| 22   |      |      |      |      | 1    | 2    | 3    |
| 23   | 4    | 5    | 6    | 7    | 8    | 9    | 10   |
| 24   | 11   | 12   | 13   | 14   | 15   | 16   | 17   |
| 25   | 18   | 19   | 20   | 21   | 22   | 23   | 24   |
| 26   | 25   | 26   | 27   | 28   | 29   | 30   |      |

| Juli | Juli | Juli | Juli | Juli | Juli | Juli | Juli |
| Kw   | Mo   | Di   | Mi   | Do   | Fr   | Sa   | So   |
| ---- | ---- | ---- | ---- | ---- | ---- | ---- | ---- |
| 26   |      |      |      |      |      |      | 1    |
| 27   | 2    | 3    | 4    | 5    | 6    | 7    | 8    |
| 28   | 9    | 10   | 11   | 12   | 13   | 14   | 15   |
| 29   | 16   | 17   | 18   | 19   | 20   | 21   | 22   |
| 30   | 23   | 24   | 25   | 26   | 27   | 28   | 29   |
| 31   | 30   | 31   |      |      |      |      |      |

| August | August | August | August | August | August | August | August |
| Kw     | Mo     | Di     | Mi     | Do     | Fr     | Sa     | So     |
| ------ | ------ | ------ | ------ | ------ | ------ | ------ | ------ |
| 31     |        |        | 1      | 2      | 3      | 4      | 5      |
| 32     | 6      | 7      | 8      | 9      | 10     | 11     | 12     |
| 33     | 13     | 14     | 15     | 16     | 17     | 18     | 19     |
| 34     | 20     | 21     | 22     | 23     | 24     | 25     | 26     |
| 35     | 27     | 28     | 29     | 30     | 31     |        |        |

| September | September | September | September | September | September | September | September |
| Kw        | Mo        | Di        | Mi        | Do        | Fr        | Sa        | So        |
| --------- | --------- | --------- | --------- | --------- | --------- | --------- | --------- |
| 35        |           |           |           |           |           | 1         | 2         |
| 36        | 3         | 4         | 5         | 6         | 7         | 8         | 9         |
| 37        | 10        | 11        | 12        | 13        | 14        | 15        | 16        |
| 38        | 17        | 18        | 19        | 20        | 21        | 22        | 23        |
| 39        | 24        | 25        | 26        | 27        | 28        | 29        | 30        |

| Oktober | Oktober | Oktober | Oktober | Oktober | Oktober | Oktober | Oktober |
| Kw      | Mo      | Di      | Mi      | Do      | Fr      | Sa      | So      |
| ------- | ------- | ------- | ------- | ------- | ------- | ------- | ------- |
| 40      | 1       | 2       | 3       | 4       | 5       | 6       | 7       |
| 41      | 8       | 9       | 10      | 11      | 12      | 13      | 14      |
| 42      | 15      | 16      | 17      | 18      | 19      | 20      | 21      |
| 43      | 22      | 23      | 24      | 25      | 26      | 27      | 28      |
| 44      | 29      | 30      | 31      |         |         |         |         |

| November | November | November | November | November | November | November | November |
| Kw       | Mo       | Di       | Mi       | Do       | Fr       | Sa       | So       |
| -------- | -------- | -------- | -------- | -------- | -------- | -------- | -------- |
| 44       |          |          |          | 1        | 2        | 3        | 4        |
| 45       | 5        | 6        | 7        | 8        | 9        | 10       | 11       |
| 46       | 12       | 13       | 14       | 15       | 16       | 17       | 18       |
| 47       | 19       | 20       | 21       | 22       | 23       | 24       | 25       |
| 48       | 26       | 27       | 28       | 29       | 30       |          |          |

| Dezember | Dezember | Dezember | Dezember | Dezember | Dezember | Dezember | Dezember |
| Kw       | Mo       | Di       | Mi       | Do       | Fr       | Sa       | So       |
| -------- | -------- | -------- | -------- | -------- | -------- | -------- | -------- |
| 48       |          |          |          |          |          | 1        | 2        |
| 49       | 3        | 4        | 5        | 6        | 7        | 8        | 9        |
| 50       | 10       | 11       | 12       | 13       | 14       | 15       | 16       |
| 51       | 17       | 18       | 19       | 20       | 21       | 22       | 23       |
| 52       | 24       | 25       | 26       | 27       | 28       | 29       | 30       |
| 1        | 31       |          |          |          |          |          |          |

## Ereignisse

### Politik und Weltgeschehen

#### Dreißigjähriger Krieg

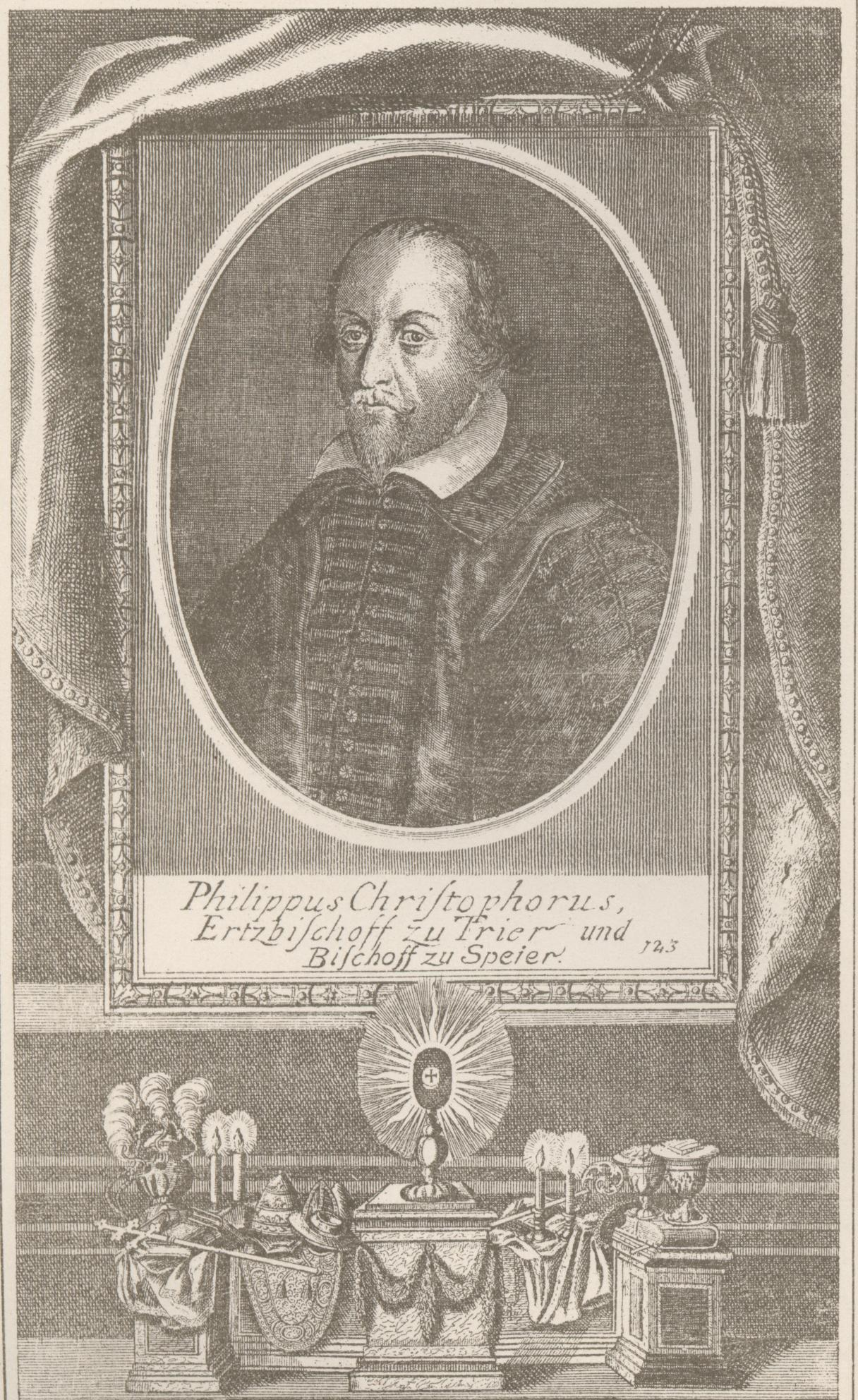
Philipp Christoph von Sötern

- 1. Juni: Nachdem die Schweden im vorherigen Jahr das Hochstift Bremen im Rahmen des Torstenssonkrieges vom Administrator Friedrich, dem dänischen Thronfolger, erobert haben, wird die Stadt Bremen mit dem Linzer Diplom von Kaiser Ferdinand III. zur Freien Reichsstadt erklärt. Damit sollen schwedische Ansprüche auf die Stadt abgewehrt werden.
- 19. Juni: Der Trierer Kurfürst Philipp Christoph von Sötern geht ein geheimes Bündnis mit Frankreich ein und überlässt den Franzosen die Festung Philippsburg zur dauernden Besetzung. Damit bricht er den Vertrag mit dem Kaiser, dem er im April des Vorjahres zugesagt hatte, im Gegenzug für seine Freilassung aus zehnjähriger Gefangenschaft die seit 1644 französisch besetzte Festung zurück in kaiserliche Kontrolle zu bringen.
- 4. August: Die kaiserliche Armee erobert die von schwedischen Truppen gehaltene Stadt Korneuburg nach einer längeren Belagerung zurück.
- 11. Oktober: Die Franzosen erobern Dünkirchen.

#### Republik Venedig/Osmanisches Reich
- 20. Januar: Francesco Molin wird zum Dogen von Venedig gewählt. Sein Vorgänger Francesco Erizzo ist am 3. Januar gestorben und hinterlässt ihm einen Konflikt mit dem Osmanischen Reich, bei dem es neben der Vorherrschaft über das östliche Mittelmeer vor allem um den Besitz von Kreta geht.

#### Weitere Ereignisse in Italien
- 11. September: Ranuccio II. Farnese beerbt seinen Vater Odoardo I. Farnese als Herzog von Parma und Piacenza. Seine Mutter und sein Onkel führen für den Minderjährigen die Regentschaft.

#### Britische Inseln
- 16. Februar: Die royalistischen Truppen erleiden im Englischen Bürgerkrieg bei Torrington eine entschiedene Niederlage gegen die puritanischen Roundheads.
- 28. März: James Butler, 1. Duke of Ormonde, schließt mit Repräsentanten des irischen Supreme Courts einen Vertrag, in dem die englische Seite Zugeständnisse an die irischen Katholiken macht. Dieser wird jedoch von den meisten Revolutionsführern der Konföderation Irland nicht akzeptiert, woraufhin die Irischen Konföderationskriege neuerlich ausbrechen.
- 8. Mai: Die belagerte Garnison in Newark-on-Trent ergibt sich den Parlamentstruppen. Die Truppen Oliver Cromwells begeben sich weiter nach Oxford.
- Juni: Die Schlacht von Benburb während der Irischen Konföderationskriege zwischen der konföderierten irischen Armee unter Owen Roe O’Neill und einer großteils schottischen Armee unter Robert Munro endet mit einem Sieg der irischen Truppen und besiegelt die Hoffnungen der schottischen Covenanters auf einen vergrößerten Einfluss in Irland.
- Der englische König Karl I. flieht aus dem belagerten Oxford nach Newcastle upon Tyne und begibt sich unter den Schutz schottischer Einheiten.
- 16. Juni: Von Newcastle aus ergeht der Befehl Karls I. an alle noch existierenden royalistischen Regimenter, ihre Waffen niederzulegen.

#### Russland
- Kosaken unter Wassili Pojarkow dringen bis zur Mündung des Amur vor und bringen somit weite Teile Sibiriens unter den Herrschaftsbereich des russischen Zaren.

#### Amerikanische Kolonien
- Petrus Stuyvesant wird zum Generaldirektor von Nieuw Nederland ernannt und legt am 28. Juli seinen Amtseid ab. Anschließend macht er sich auf den Weg in die Kolonie.
- Der Zweite Englische Powhatankrieg endet mit der kompletten Niederlage und der nahezu vollständigen Vernichtung der Powhatan gegen die englischen Siedler der Kolonie Jamestown, Virginia. Der Friedensvertrag sieht eine strikte Grenze zwischen den beiden Völkern vor, die nur mit Sondergenehmigung überschritten werden darf.

### Kultur

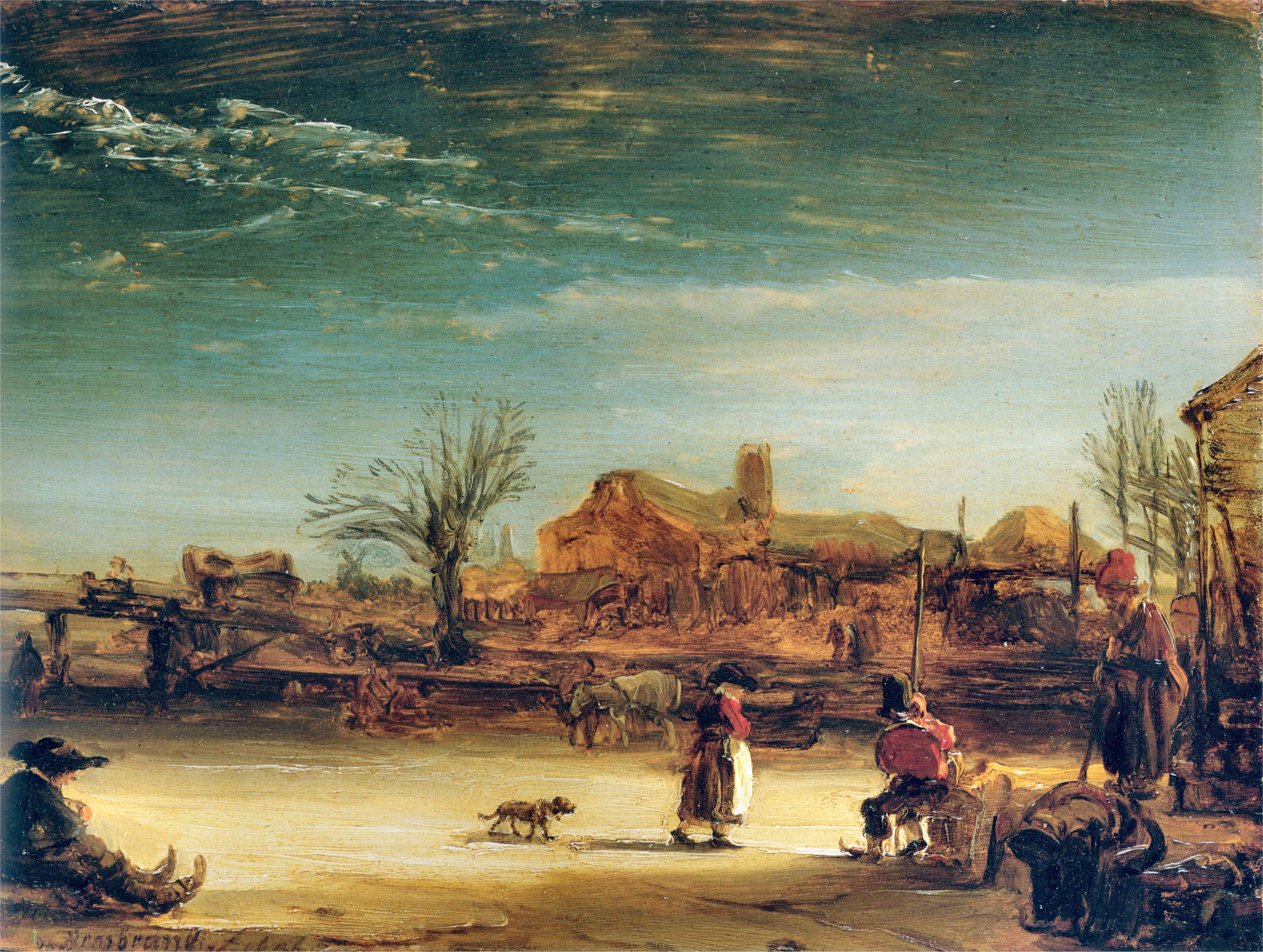
Winterlandschaft

- Rembrandt van Rijn fertigt das Gemälde Winterlandschaft.

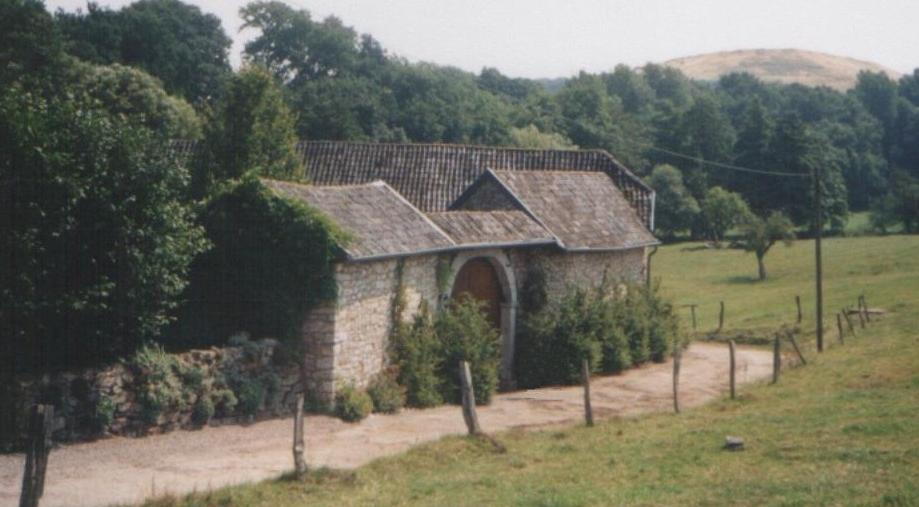
Gressenicher Mühle

- Die Gressenicher Mühle in Eschweiler wird das erste Mal auf einer Karte der Reichsabtei Kornelimünster erwähnt.

### Gesellschaft
Friedrich Wilhelm, Kurfürst von Brandenburg, heiratet am 7. Dezember in Den Haag die älteste Tochter des Statthalters Friedrich Heinrich von Oranien, Luise Henriette von Oranien.

### Religion
Das auf Anordnung des Langen Parlaments ausgearbeitete Bekenntnis von Westminster wird als Teil der Westminster Standards von der Westminstersynode beschlossen.

## Historische Karten und Ansichten

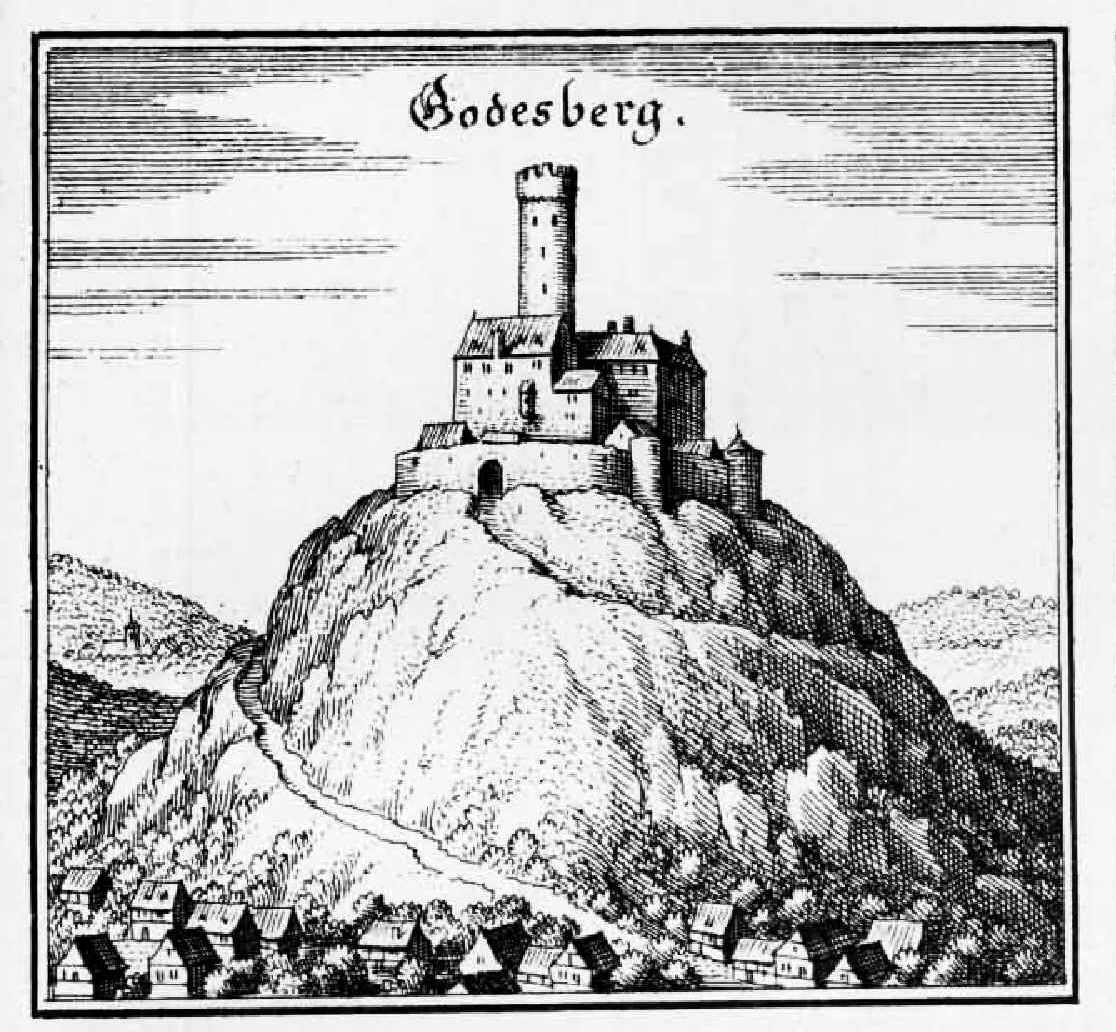
Die Godesburg vor der Zerstörung (Merian-Stich von 1646)

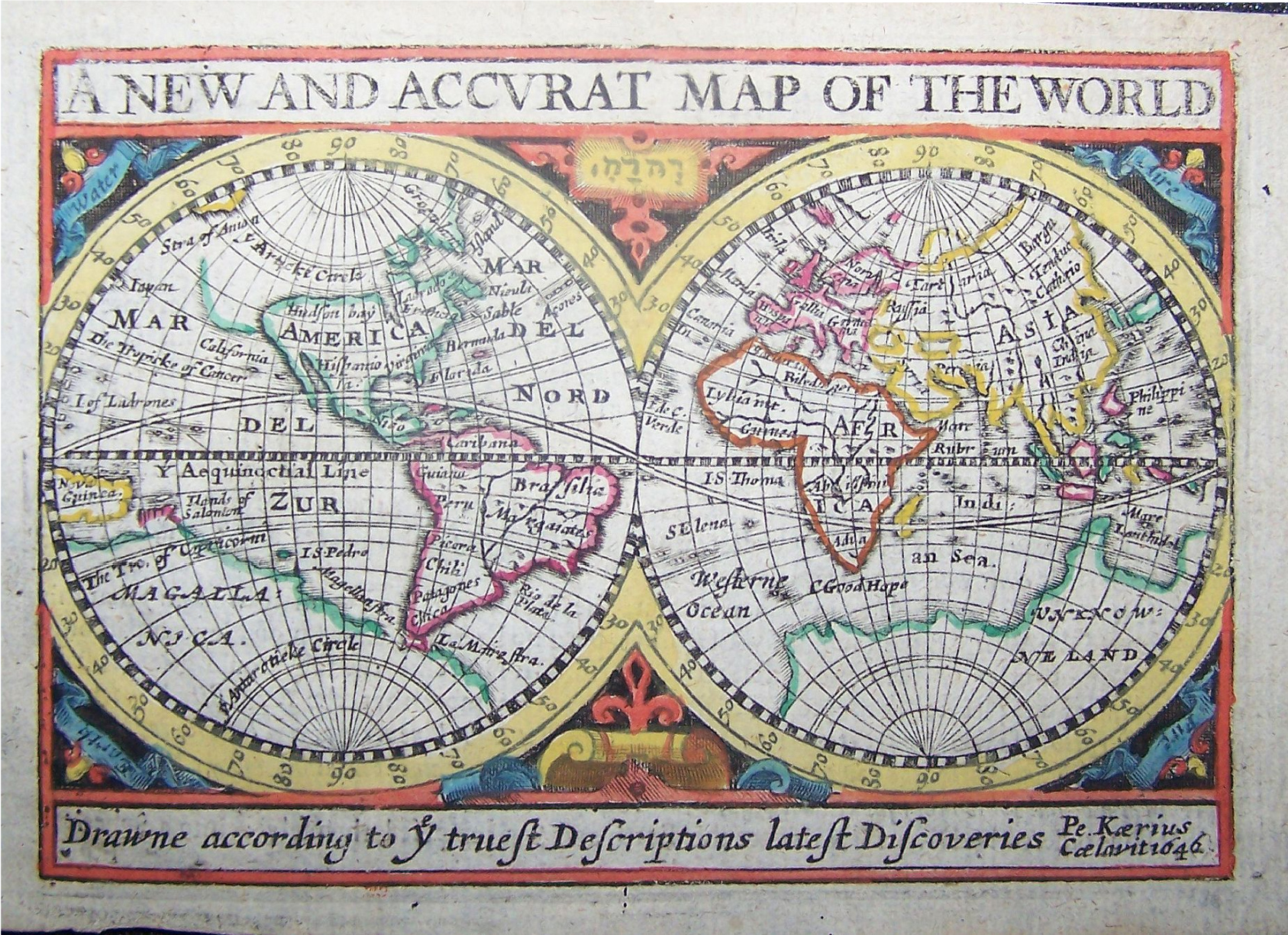
Weltkarte 1646, Pieter van den Keere

## Geboren

### Erstes Halbjahr
- 07. oder 12. Januar: Jean Louis d’Orléans-Longueville, Herzog von Longueville († 1694)
- 15. Januar: Anton Herport, Schweizer evangelischer Geistlicher († 1688)
- 04. Februar: Hans Aßmann Freiherr von Abschatz, deutscher Barocklyriker († 1699)
- 04. Februar: Heinrich Christoph von Wolframsdorf, Fürstpropst von Ellwangen († 1689)
- 10. Februar: Hans Adam Weissenkircher, österreichischer Maler († 1695)
- 23. Februar: Tokugawa Tsunayoshi, fünfter Shogun des Tokugawa-Shogunat in Japan († 1709)
- 13. März: Rupert von Bodman, Fürstabt von Kempten († 1728)
- 21. März: Nikolaus Wilhelm Goddaeus, deutscher Jurist und Kanzler der Landgrafschaft Hessen († 1719)
- 24. März: Marie Elisabeth zu Mecklenburg, Äbtissin des Stiftes Gandersheim († 1713)
- 01. April: Hermann Otto II. von Limburg-Styrum, kaiserlicher Generalfeldmarschall († 1704)
- 06. April: Marguerite Périer, französische Nonne, Nichte von Blaise Pascal († 1733)
- 06. April: Johann Heinrich Schweizer, Schweizer evangelischer Geistlicher und Hochschullehrer († 1705)
- 15. April: Christian V., König von Dänemark und Norwegen 1670–1699 († 1699)
- 16. April: Jules Hardouin-Mansart, französischer Architekt († 1708)
- 20. April: Giacinto Calandrucci, italienischer Barockmaler († 1707)
- 20. April: Robert Daniell, britischer Gouverneur der Province of South Carolina († 1718)
- 20. April: Charles Plumier, französischer Botaniker, Forschungsreisender und Mitglied des Paulanerordens († 1704)
- 06. Mai: August Friedrich, Prinz von Holstein-Gottorf und Fürstbischof des Fürstbistums Lübeck († 1705)
- 06. Juni: Hortensia Mancini, französische Adelige, Mazarinette und Mätresse des englischen Königs Karls II. († 1699)
- 21. Juni: Maria Francisca Elisabeth von Savoyen, Königin von Portugal († 1683)
- 25. Juni: Elena Lucrezia Cornaro Piscopia, italienische Philosophin und Gelehrte, erste Frau, die einen Doktortitel erhielt († 1684)

### Zweites Halbjahr

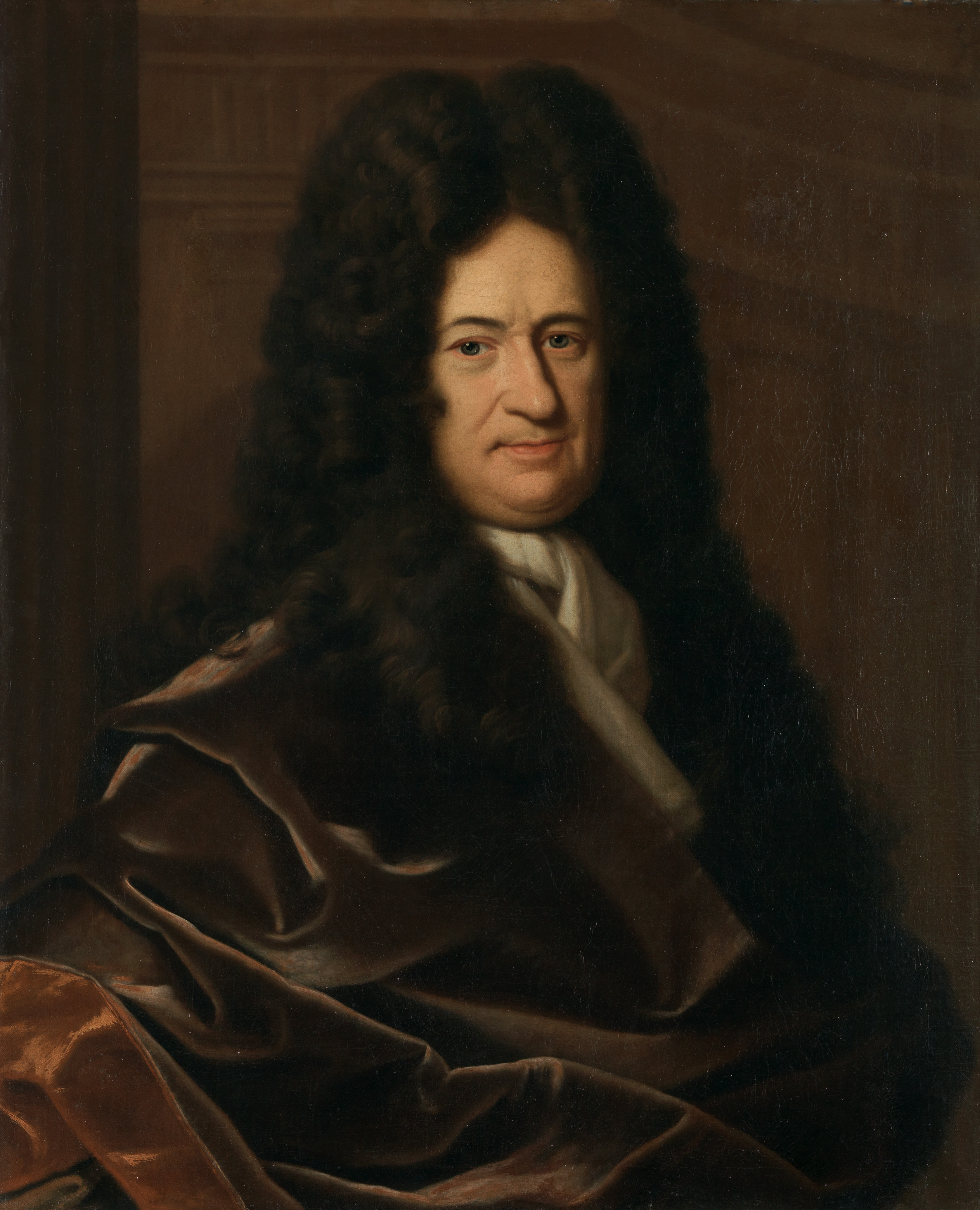
Gottfried Wilhelm Leibniz

- 01. Juli: Gottfried Wilhelm Leibniz, deutscher Philosoph und Wissenschaftler, Mathematiker, Diplomat und Doktor des weltlichen und des Kirchenrechts († 1716)
- 09. Juli: Zeger Bernhard van Espen, niederländischer Kirchenjurist († 1728)
- 15. Juli: Friedrich I., Herzog von Sachsen-Gotha-Altenburg († 1691)
- 02. August: Jean Baptiste du Casse, französischer Flibustier und Admiral († 1715)
- 08. August: Eleonore Charlotte von Sachsen-Lauenburg, Herzogin von Schleswig-Holstein-Sonderburg († 1709)
- 08. August: Godfrey Kneller, Hofmaler mehrerer britischer Monarchen († 1723)
- 12. August: Luise Elisabeth von Kurland, Landgräfin von Hessen-Homburg († 1690)
- 19. August: John Flamsteed, englischer Astronom († 1719)
- 22. August: Thomas von Wickede, Bürgermeister von Lübeck († 1716)
- 03. Oktober: Joseph Parrocel, französischer Maler († 1704)
- 31. Oktober: Lorenz Werder, Schweizer Bürgermeister († 1720)

### Genaues Geburtsdatum unbekannt
- Joachim von Ahlefeldt, holstein-gottorfisch-dänischer Staatsmann und Klosterpropst des Klosters Preetz († 1717)
- Juan de Araujo, peruanischer Komponist († 1712)
- Andreas Faistenberger, süddeutscher Maler und Bildhauer († 1735)
- Ragnheiður Jónsdóttir, isländische Gestalterin von Stickmotiven († 1715)
- Glikl bas Judah Leib, deutsche Kauffrau, auch bekannt als Glückel von Hameln († 1724)
- John Moore, englischer Bischof, Gelehrter und Büchersammler († 1714)
- Christian Siegfried von Plessen, Hofmarschall, Oberkämmerer und Geheimer Rat am dänischen Königshof († 1723)

## Gestorben

### Todesdatum gesichert

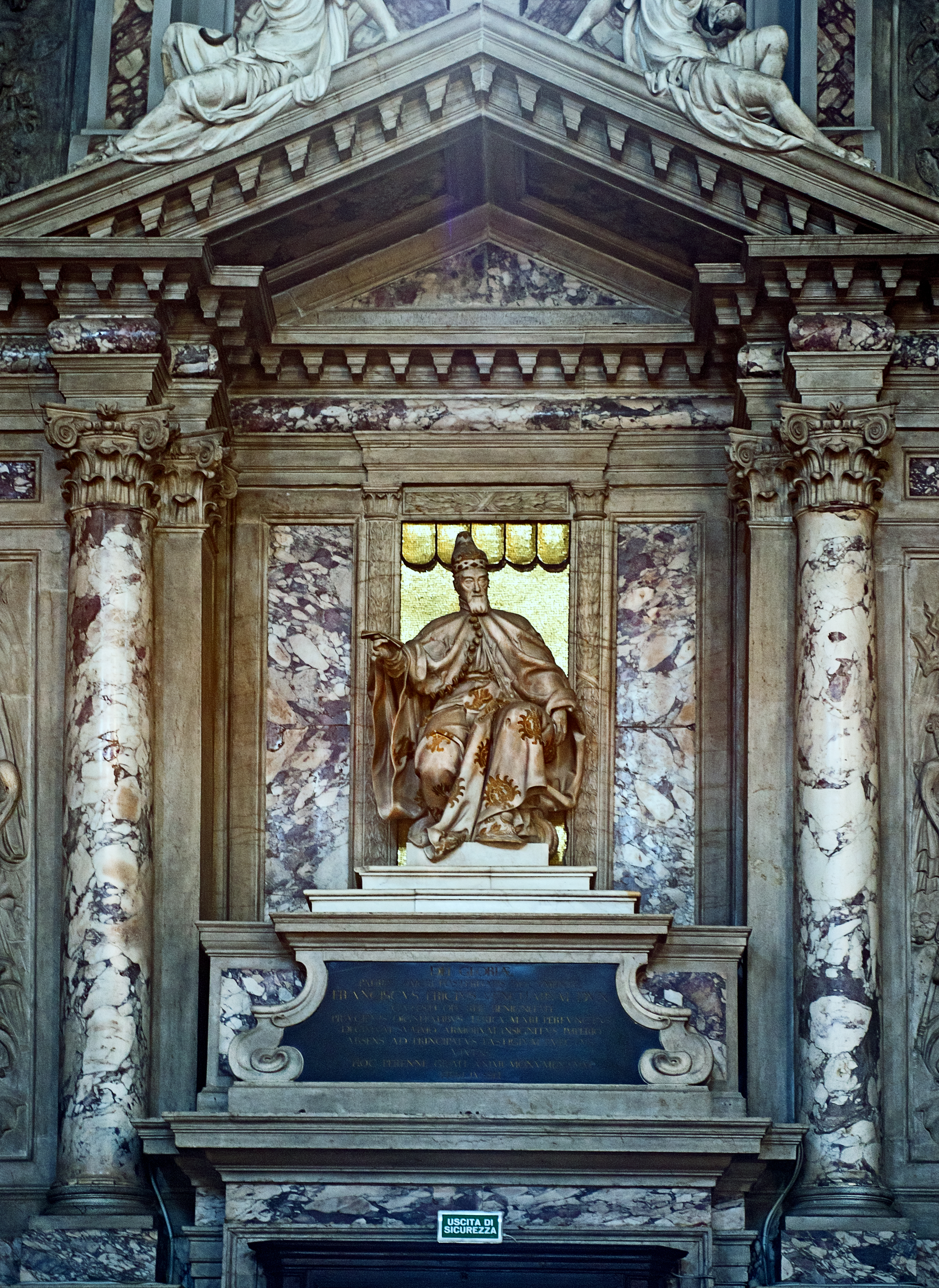
Grabmal für Francesco Erizzo in der Kirche San Martino in Venedig

- 03. Januar: Francesco Erizzo, 98. Doge von Venedig (* 1566)

Grabstein Elias Holls

- 06. Januar: Elias Holl, deutscher Baumeister des Frühbarock (* 1573)
- 12. Januar: Henning Cramer von Clausbruch, Handelsherr, Diplomat und Bürgermeister der freien Reichsstadt Goslar (* 1584)
- 18. Januar: Hosokawa Tadaoki, japanischer Fürst (* 1563)
- 06. Februar: Frebonie von Pernstein, böhmisch-mährische Adlige (* 1596)
- 07. März: Margarethe Altenhofen, Opfer der Hexenprozesse in Rhens (* 1590)
- 11. März: Stanisław Koniecpolski, polnischer Adelsangehöriger, Staatsmann und höchster militärischer Führer der Polnisch-Litauischen Union (* 1590/1594)
- 27. April: Konrad Bachmann, deutscher Literaturwissenschaftler, Historiker und Bibliothekar (* 1572)
- 11. Mai: Yagyū Munenori, japanischer Schwertmeister und Autor (* 1571)

Grab der Kaiserin Maria Anna

- 13. Mai: Maria Anna von Spanien, Infantin von Spanien und Portugal, durch Heirat Königin von Ungarn und Böhmen sowie römisch-deutsche Kaiserin (* 1606)
- 23. Mai: Gottfried Fibig, deutscher Rechtswissenschaftler (* 1612)
- 05. Juni: Jeremias Siegel, deutscher frühkapitalistischer Unternehmer (* 1594)
- 19. Juni: Elisabeth zur Lippe, Äbtissin im Stift Freckenhorst (* 1592)
- 19. Juni: Rudolph von Schmertzing, Kriegskommissar des Erzgebirgischen Kreises und Unternehmer (* um 1580)
- 01. Juli: Gerhard von Questenberg, kaiserlicher Diplomat und Staatsmann (* 1586)
- 21. Juli: Georg Ludwig von Schwarzenberg, kaiserlicher Geheimer Rat, Oberhofmarschall und General (* 1586)
- 31. Juli: Bruno Stisser, deutscher Rechtswissenschaftler und Jurist (* 1592)
- 09. August: Friedrich von Fürstenberg, kurkölnischer Landdrost im Herzogtum Westfalen (* 1576)
- 19. August: Alexander Henderson, schottischer Theologe (* 1583?)
- 22. August: Anna Margarete von Braunschweig-Harburg, Pröbstin im Stift Quedlinburg (* 1567)
- 11. September: David Gloxin, Bürgermeister in Burg auf Fehmarn (* 1568)
- 11. September: Odoardo I. Farnese, Herzog von Parma (* 1612)
- 14. September: Robert Devereux, 3. Earl of Essex, englischer Offizier und Politiker (* 1591)
- 22. September: Jean-François Nicéron, französischer Mathematiker und Physiker (* 1613)
- 24. September: Duarte Lobo, portugiesischer Komponist der Renaissance (* 1565)
- 04. Oktober: Thomas Howard, 21. Earl of Arundel, englischer Adeliger (* 1585)
- 05. Oktober: Heinrich VI. Pförtner, Abt des Zisterzienserklosters in Ebrach
- 06. Oktober: Zhu Yujian, chinesischer Kaiser der südlichen Min-Dynastie (* 1602)
- 01. November: Maximilian Adam, Landgraf von Leuchtenberg (* 1611)
- 04. November: Ludwig Günther I., Graf von Schwarzburg-Rudolstadt (* 1581)
- 26. Dezember: Henri II. de Bourbon, Fürst von Condé (* 1588)

### Genaues Todesdatum unbekannt
- vor dem 28. Oktober: William Dobson, englischer Maler (* 1610)